# Jackson PC1 Phil Collen
A Jackson PC1 Phil Collen modell egy elektromos gitár, melyet az amerikai Jackson Guitars forgalmaz a USA Artist Signature Series sorozat részeként. A gitár a Jackson és Phil Collen hangszerész közötti közel 20 éves együttműködés eredményeként jött létre.

## Szerkezete
A gitár testformája nem klasszikus superstrat, mint mondjuk a Jackson Soloist, hanem annál valamivel lágyabb. A test tömör, mahagóniból készül, a nyak csavarozással rögzített (bolt on), jávor. A fej klasszikus Stratocaster headstock. A gitár aranyozott hangolókulcsokat, és húrlábat kapott. A három hangszedő közül két DiMarzio ikertekercses (híd és közép), valamint egy Jackson Sustainer/Driver a nyak oldalon; a hangszedőváltó ötállású.